# 翁布羅內河

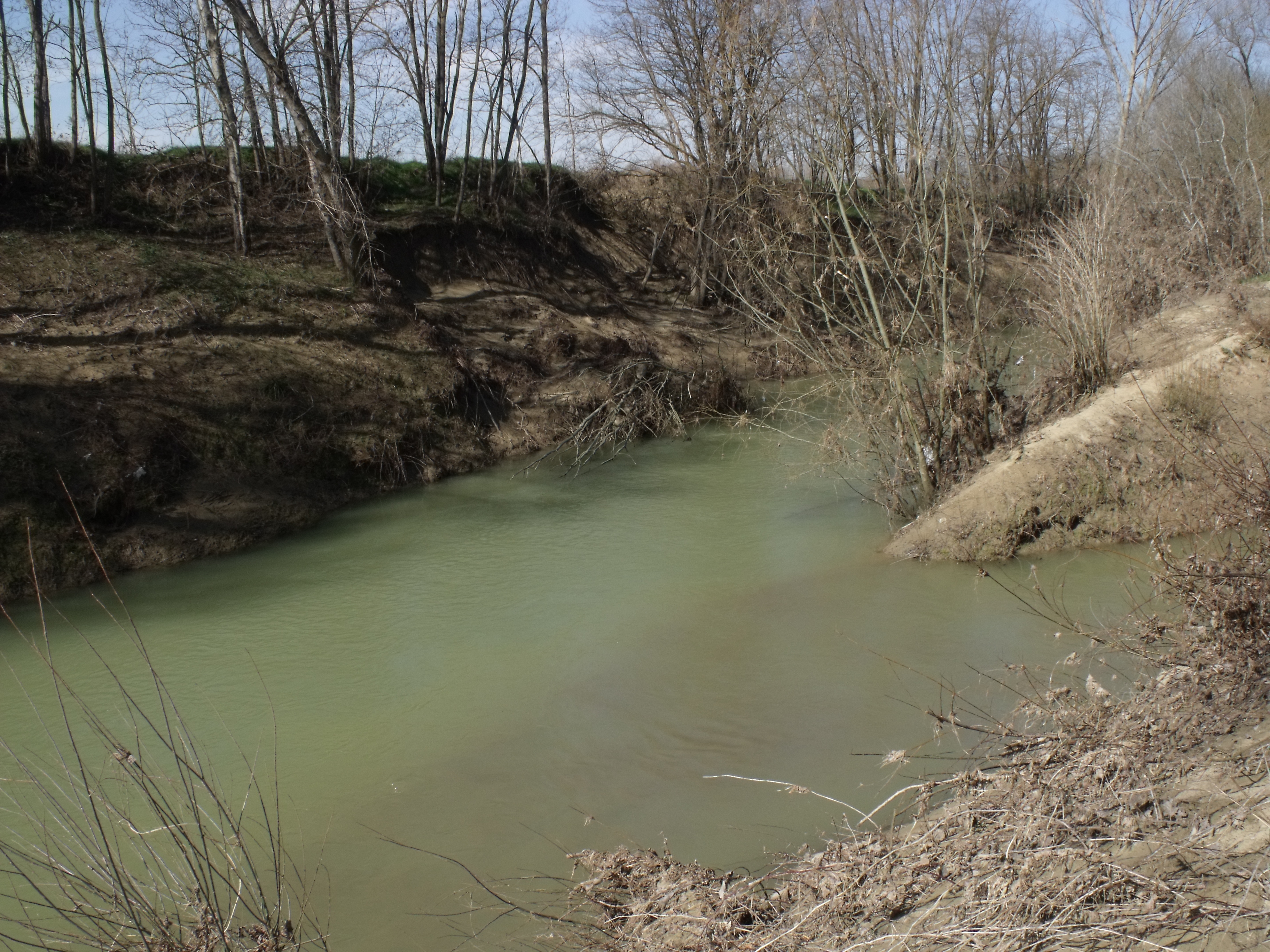

翁布羅內河（意大利语：Ombrone）是意大利的河流，位於該國中部托斯卡尼大區，最終注入提雷尼亞海，河道全長160公里，流域面積3,494平方公里，平均流量每秒32立方米。

## 外部連結
- Ombrone river: Finding the source by turismo.intoscana.it

42°39′31″N 11°00′47″E / 42.65861°N 11.01306°E